# پرواز ۶۶۱ هواپیمایی بین‌المللی پاکستان
پرواز ۶۶۱ هواپیمایی بین‌المللی پاکستان (PK661/PIA661) یک پرواز متعلق به خطوط هواپیمایی بین‌المللی پاکستان و پروازی داخلی بین چترال و اسلام‌آباد بود. در ۷ دسامبر ۲۰۱۶ این پرواز که یک هواپیمای ای‌تی‌آر ۴۲ بود در مسیر اسلام‌آباد سقوط کرد. منابع رسمی اعلام کردند که ۴۲ مسافر، پنج خدمه پرواز، دو مارشال پرواز  و یک مهندس فرود سرنشینان این هواپیما بودند. همه ۴۸ سرنشین این هواپیما از جمله جنید جمشید خواننده، واعظ و کارآفرین معروف در این سانحه کشته شدند.